# Dorothy Gish

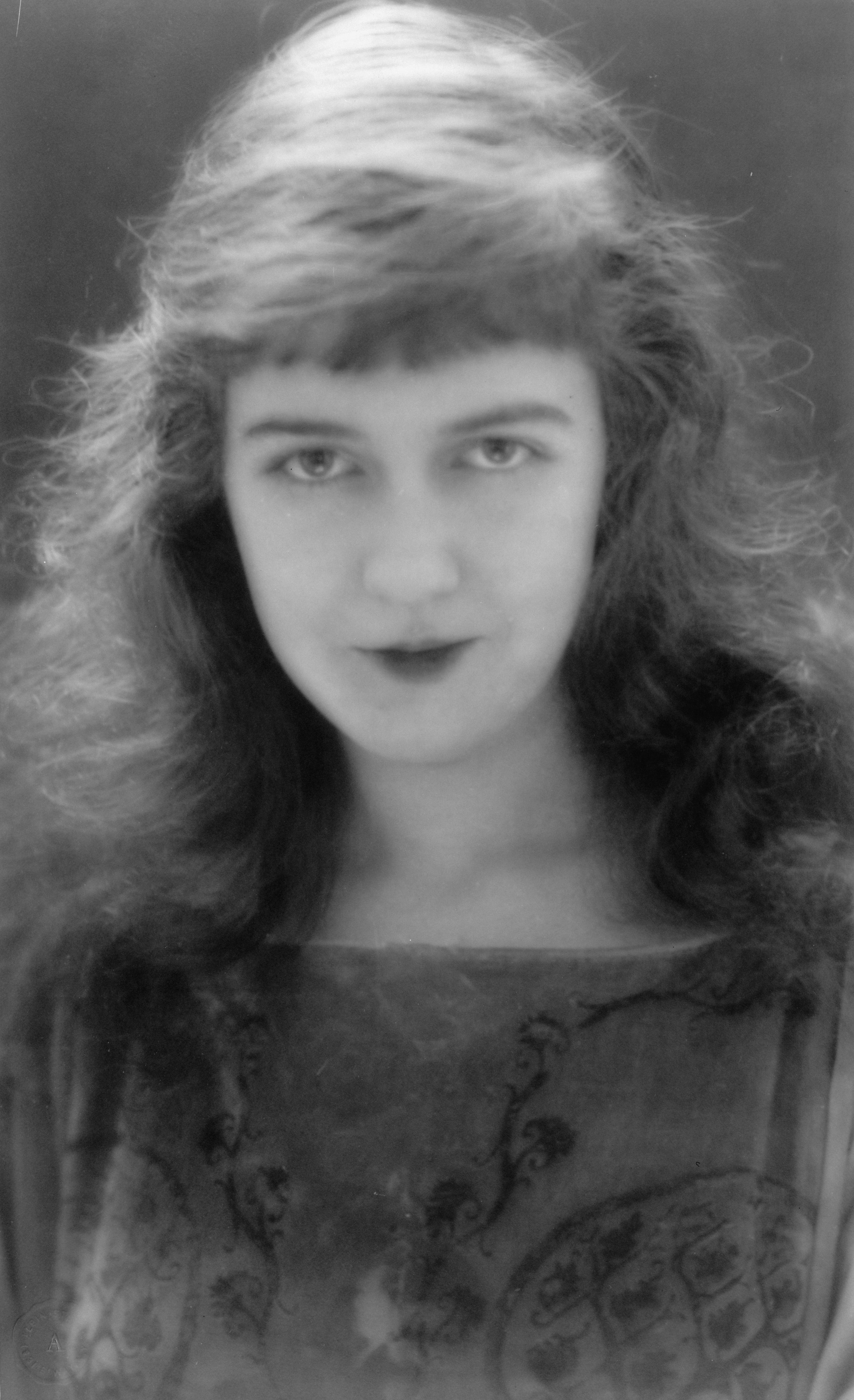
Dorothy Gish, cirka 1920.

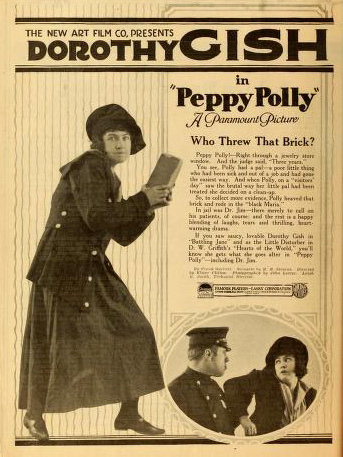
Peppy Polly (1919).

Dorothy Gish, född 11 mars 1898 i Dayton i Ohio, död 4 juni 1968 i Rapallo i Italien, var en amerikansk skådespelare. Hon var yngre syster till skådespelaren Lillian Gish.

## Biografi
Dorothy Gish stod på scen första gången som fyraåring, och tillsammans med sin syster reste hon ständigt runt med teatersällskap under barndomen. 1912 gjorde hon och systern filmdebut i An Unseen Enemy. Till att börja med gjorde de ett antal filmer tillsammans, men sedan gick de åt skilda håll. Lillian kom att bli mer känd än systern, men Dorothy medverkade i fler filmer. Lillian förekom oftast i dramatiska roller medan Dorothy utmärkte sig i pantomime-teater och komedier. Åren 1928–1944 stod hon mestadels på scen.
Tillsammans med sin syster instiftade hon Dorothy och Lillian Gish-priset.

## Filmografi urval
- 1912 – An Unseen Enemy
- 1912 – The Painted Lady (ej krediterad)
- 1912 – The Musketeers of Pig Alley (ej krediterad)
- 1912 – The New York Hat
- 1912 – The Burglar's Dilemma
- 1914 – Judith och Holofernes
- 1914 – Home, Sweet Home
- 1914 – The Avenging Conscience: or 'Thou Shalt Not Kill'
- 1916 – Som i romanerna
- 1916 – Gretchen från Holland
- 1917 – Teaterflugan
- 1918 – Revolver-Jane
- 1918 – Världens hjärtan
- 1918 – Bättre mans barn
- 1919 – Nancys detektivbragd
- 1919 – Nummer sjutton Polly
- 1919 – Klappat och klart
- 1919 – Dorothy Gish som Douglas Fairbanks
- 1919 – Spöknatten hos de nygifta
- 1920 – Kvinnan, som föll från skyarna
- 1921 – En natt i spökslottet
- 1921 – De föräldralösa
- 1923 – Styrman Stark
- 1923 – Den röda mantiljen
- 1925 – Nattliv i New York
- 1925 – Ben-Hur (ej krediterad)
- 1925 – Piraternas överman
- 1926 – Drottning utan krona
- 1926 – London midnatt (Storbritannien)
- 1927 – Tåspetsdansösen
- 1927 – Madame Pompadours älskare
- 1944 – När jag var ung i Paris
- 1946 – Sommar med melodi
- 1963 – Kardinalen